# San Ignacio (Aguascalientes)
San Ignacio es una localidad del estado mexicano de Aguascalientes. Es parte del municipio de Aguascalientes.

## Toponimia
El nombre «San Ignacio» hace referencia al santo patrono de la localidad: Ignacio de Loyola.

## Demografía
| Gráfica de evolución demográfica |
|                                  |

| Censo | Población |
| ----- | --------- |
| 1950  | 98        |
| 1960  | 203       |
| 1970  | 263       |
| 1980  | 384       |
| 1990  | 758       |
| 2000  | 830       |
| 2010  | 1 360     |
| 2020  | 1 815     |